# Itarumã
Itarumã is een gemeente in de Braziliaanse deelstaat Goiás. De gemeente telt 5.490 inwoners (schatting 2009).

## Aangrenzende gemeenten
De gemeente grenst aan Aporé, Caçu, Itajá, Jataí, Serranópolis, Limeira do Oeste (MG) en Santa Vitória (MG).